# 금구군
| Daedongyeojido (Gyujanggak) 17-05.jpg | Daedongyeojido (Gyujanggak) 17-04.jpg |
|                                       |                                       |

금구군(金溝郡)은 전북특별자치도에 있었던 옛 행정구역으로, 현재는 폐지되어 김제시에 편입되었다.

## 역사
- 1895년 6월 23일(음력 윤5월 1일) 23부제 실시로 금구군과 만경군을 분할하여 전주부 금구군이 되었다.
- 1896년 8월 4일 13도제를 실시하면서 금구군은 전북특별자치도에 속한 26개 군 중 3등군에 포함되었다.
- 1914년 4월 1일 김제군에 병합되면서 폐지되었다.
- 1995년 8월 31일 금구면 상신리(上新里)를 서도리로 개칭하였다.

## 현재
1914년의 행정구역과 현재의 행정구역 비교
| 조선총독부령 제111호 |             |                                                                                        |
| 구 행정구역 | 신 행정구역 | 신 행정구역                                                                            |
| 금구군 동도면(東道面) 성길리/장교리/상학리, 고적리/영천리/(전주군 우림면)축령리, 어전리/(동면)봉월리, 웅지리/(서도면)용정리 일부 | 금구면      | 금구리, 선암리, 월전리, 용지리                                                         |
| 금구군 서도면(西道面) 하신리/(일북면)학성리 일부, 상하리/양명리/하하리 일부, 선악리/대복리 일부/용정리 일부/하하리 일부/(남면)송내리 일부 | 금구면      | 하신리, 상신리, 용복리                                                                 |
| 금구군 낙양면(洛陽面) 신흥리/장흥리/사방리, 둔산리/(동면)율암리/대장리 일부, 부로리/중평리/(서도면)상리 일부/(이북면)용은리 일부/왕성리 일부 | 금구면      | 낙성리, 산동리, 청운리                                                                 |
| 금구군 동면(東面) 대장리 일부/오양리 일부/동화리 일부/(전주군 이서면)앵곡리 일부, 지봉리/오양리 일부/목연리 일부 | 금구면      | 대화리, 오봉리                                                                         |
| 금구군 남면(南面) 송내리 일부/대하리 일부/신덕리 일부/(서도면)대복리 일부, 구호리 일부/(하서면)도장리, 구호리 일부/신덕리 일부/대하리 일부/(하서면)회정리 일부/(초저면)내광리 일부, 양정리 일부/만복리 일부/(하서면)중리 일부/수월리 일부, 용반리/유산리 일부/송정리 일부/등용리 일부/(서도면)용정리 일부, 평산리 일부/등용리 일부/주자리 일부/대하리 일부/송내리 일부/(초저면)성덕리 일부, 화암리/하봉리 일부/평산리 일부/등용리 일부/주자리 일부/(초저면)성덕리 일부/유덕리 일부/(수류면)계암리 일부 | 하리면      | 대송리, 도장리, 신호리, 양전리, 용산리, 평사리, 화봉리                                 |
| 금구군 하서면(下西面) 회정리 일부/중리 일부/수월리 일부/성리 일부/우산리 일부, 신정리 일부/우산리 일부/성리 일부/(일북면)봉강리 일부/덕오리 일부, 성리 일부/수월리 일부/신정리 일부 | 하리면      | 서정리, 오정리, 월성리                                                                 |
| 금구군 초처면(草處面) 구정리/유덕리 일부/(수류면)구암리 일부, 내광리 일부/(남면)신덕리 일부/구호리 일부/만복리 일부, 신주리/응좌리, 용신리/용문리/신복리/장성리 일부, 종칠리/성덕리 일부/(남면)평산리 일부, 동촌리/내행리, 회양리/장성리 일부 | 초처면      | 구정리, 내광리, 신응리, 용신리, 종덕리, 행촌리, 회성리                                 |
| 금구군 수류면(水流面) 월곡리/구암리 일부/(태인군 감산면)사리 일부, 금성리/용평리/용정리 일부, 금곡리/구룡리/시성리, 봉곡리/봉의리/봉암리 일부/계암리 일부/(남면)송정리 일부/유산리 일부, 용은리/용흥리 일부, 선동리/무평리 일부, 계암리 일부/성암리 일부/봉암리 일부/(초저면)유덕리 일부/(남면)송정리 일부/하봉리 일부, 원평리/구암리 일부/용흥리 일부/성암리 일부, 구호리/용성리/무평리 일부, 장흥리, 율치리/상화리                                                                                   | 수류면      | 구월리, 금산리, 금성리, 삼봉리, 쌍용리, 선동리, 성계리, 원평리, 용호리, 장흥리, 화율리 |
| 금구군 일북면(一北面) 묘암리/난봉리 일부/봉강리 일부, 상교리/학성리 일부/문명리 일부/백마리 일부/(남면)신덕리 일부/구호리 일부/대하리 일부/송내리 일부, 매산리/독목리/백마리 일부/문명리 일부/(이북면)두월리 일부, 진천리/대흥리 일부/연봉리 일부, 봉강리 일부/덕조리 일부/난봉리 일부/(하서면)우산리 일부/신정리 일부 | 쌍감면      | 난봉리, 남산리, 쌍감리, 진흥리, 황산리                                                 |
| 금구군 이북면(二北面) 두월리 일부/금마리 일부/(일북면)연봉리 일부, 용은리 일부/금마리 일부/두월리 일부/옥성리 일부/(일북면)대흥리 일부/(서도면)상리 일부, 옥성리 일부/(서도면)용정리 일부, 효원리/홍천리 일부/용은리 일부/두월리 일부 | 쌍감면      | 봉월리, 용마리, 옥성리, 홍정리                                                         |

1. ↑  (신구대조) 조선 전도부군면리동 명칭 일람 (1917년)